# Plecoptera luangwana
Plecoptera luangwana là một loài bướm đêm trong họ Erebidae.